# Luke Kornet
Luke Francis Kornet (Lexington, 15 luglio 1995) è un cestista statunitense.
È il figlio dell'ex cestista Frank Kornet.

## Statistiche

### NCAA
| Anno      | Squadra          | PG  | PT  | MP   | TC%  | 3P%  | TL%  | RP  | AP  | PRP | SP  | PP   |
| --------- | ---------------- | --- | --- | ---- | ---- | ---- | ---- | --- | --- | --- | --- | ---- |
| 2013-2014 | Vand. Commodores | 30  | 30  | 15,3 | 34,4 | 23,6 | 53,3 | 2,3 | 0,8 | 0,3 | 0,6 | 4,0  |
| 2014-2015 | Vand. Commodores | 35  | 35  | 21,6 | 49,5 | 40,0 | 76,4 | 3,4 | 1,1 | 0,2 | 1,1 | 8,7  |
| 2015-2016 | Vand. Commodores | 28  | 28  | 27,4 | 40,3 | 28,0 | 69,0 | 7,3 | 1,5 | 0,5 | 3,0 | 8,9  |
| 2016-2017 | Vand. Commodores | 35  | 35  | 31,5 | 40,6 | 32,7 | 85,7 | 6,2 | 1,2 | 0,5 | 2,0 | 13,2 |
| Carriera  | Carriera         | 128 | 128 | 24,1 | 41,7 | 32,0 | 77,9 | 4,8 | 1,1 | 0,4 | 1,6 | 8,9  |

#### Massimi in carriera
- Massimo di punti: 24 (2 volte)[1]
- Massimo di rimbalzi: 14 vs Tennessee (20 gennaio 2016)
- Massimo di assist: 4 (5 volte)
- Massimo di palle rubate: 3 vs Mississippi State (1º febbraio 2014)
- Massimo di stoppate: 10 vs Auburn (12 gennaio 2016)
- Massimo di minuti giocati: 44 vs Florida (10 marzo 2017)

### NBA

#### Regular Season
| Anno       | Squadra             | PG  | PT | MP   | TC%  | 3P%  | TL%  | RP  | AP  | PRP | SP  | PP  |
| ---------- | ------------------- | --- | -- | ---- | ---- | ---- | ---- | --- | --- | --- | --- | --- |
| 2017-2018  | N.Y. Knicks         | 20  | 1  | 16,3 | 39,2 | 35,4 | 72,7 | 3,2 | 1,3 | 0,3 | 0,8 | 6,7 |
| 2018-2019  | N.Y. Knicks         | 46  | 18 | 17,0 | 37,8 | 36,3 | 82,6 | 2,9 | 1,2 | 0,6 | 0,9 | 7,0 |
| 2019-2020  | Chicago Bulls       | 36  | 14 | 15,5 | 43,9 | 28,7 | 71,4 | 2,3 | 0,9 | 0,3 | 0,7 | 6,0 |
| 2020-2021  | Chicago Bulls       | 13  | 0  | 7,2  | 33,3 | 26,1 | 50,0 | 1,2 | 0,3 | 0,2 | 0,5 | 2,0 |
| 2020-2021  | Boston Celtics      | 18  | 2  | 14,1 | 47,3 | 25,0 | 50,0 | 2,9 | 1,1 | 0,1 | 1,4 | 4,4 |
| 2021-2022  | Cleveland Cavaliers | 2   | 0  | 7,5  | 20,0 | 0,0  | 66,7 | 1,5 | 0,5 | 0,0 | 0,5 | 2,0 |
| 2021-2022  | Milwaukee Bucks     | 1   | 0  | 3,0  | 0,0  | -    | -    | 1,0 | 0,0 | 0,0 | 0,0 | 0,0 |
| 2021-2022  | Boston Celtics      | 12  | 0  | 7,1  | 57,1 | 0,0  | 66,7 | 2,1 | 0,7 | 0,3 | 0,2 | 2,2 |
| 2022-2023  | Boston Celtics      | 69  | 0  | 11,7 | 66,5 | 23,1 | 82,1 | 2,9 | 0,8 | 0,2 | 0,7 | 3,8 |
| 2023-2024† | Boston Celtics      | 63  | 7  | 15,6 | 70,0 | 100  | 90,7 | 4,1 | 1,1 | 0,4 | 1,0 | 5,3 |
| 2024-2025  | Boston Celtics      | 73  | 16 | 18,6 | 66,8 | 0,0  | 69,1 | 5,3 | 1,6 | 0,5 | 1,0 | 6,0 |
| Carriera   | Carriera            | 353 | 58 | 14,9 | 53,6 | 32,1 | 77,0 | 3,5 | 1,1 | 0,3 | 0,8 | 5,2 |

#### Play-off
| Anno     | Squadra        | PG | PT | MP   | TC%  | 3P% | TL%  | RP  | AP  | PRP | SP  | PP  |
| -------- | -------------- | -- | -- | ---- | ---- | --- | ---- | --- | --- | --- | --- | --- |
| 2021     | Boston Celtics | 2  | 0  | 2,5  | 100  | -   | 50,0 | 1,5 | 0,0 | 0,0 | 0,0 | 1,5 |
| 2022     | Boston Celtics | 9  | 0  | 2,1  | 75,0 | 100 | -    | 0,6 | 0,1 | 0,0 | 0,0 | 0,8 |
| 2023     | Boston Celtics | 8  | 0  | 4,0  | 87,5 | 100 | 100  | 1,3 | 0,0 | 0,0 | 0,1 | 2,1 |
| 2024†    | Boston Celtics | 13 | 0  | 10,2 | 66,7 | -   | 84,6 | 3,2 | 0,5 | 0,1 | 0,4 | 3,0 |
| 2025     | Boston Celtics | 11 | 1  | 16,4 | 72,4 | -   | 100  | 3,9 | 0,5 | 0,5 | 1,2 | 4,5 |
| Carriera | Carriera       | 43 | 1  | 8,6  | 73,0 | 100 | 88,0 | 2,4 | 0,3 | 0,2 | 0,4 | 2,7 |

#### Massimi in carriera
- Massimo di punti: 25 vs Philadelphia 76ers (9 febbraio 2020)[2]
- Massimo di rimbalzi: 13 vs Chicago Bulls (9 aprile 2019)
- Massimo di assist: 6 vs Atlanta Hawks (9 aprile 2023)
- Massimo di palle rubate: 5 vs Washington Wizards (17 gennaio 2019)
- Massimo di stoppate: 7 vs New York Knicks (14 maggio 2025)
- Massimo di minuti giocati: 39 vs Chicago Bulls (9 aprile 2019)

### NBA G-League
| Anno      | Squadra        | PG | PT | MP   | TC%  | 3P%  | TL%  | RP  | AP  | PRP | SP  | PP   |
| --------- | -------------- | -- | -- | ---- | ---- | ---- | ---- | --- | --- | --- | --- | ---- |
| 2017-2018 | Westch. Knicks | 36 | 35 | 32,4 | 48,9 | 44,0 | 81,2 | 6,1 | 2,5 | 0,7 | 1,7 | 16,0 |
| 2018-2019 | Westch. Knicks | 11 | 11 | 32,5 | 51,4 | 48,5 | 73,0 | 8,8 | 3,6 | 0,8 | 2,3 | 18,8 |
| 2021-2022 | Maine Celtics  | 21 | 17 | 27,3 | 53,7 | 30,0 | 59,5 | 6,8 | 4,4 | 0,4 | 2,2 | 13,5 |
| Carriera  | Carriera       | 68 | 63 | 30,8 | 50,6 | 41,9 | 73,4 | 6,8 | 3,2 | 0,6 | 1,9 | 15,7 |

## Palmarès
- All-NBDL Third Team (2018)
- Campionato NBA: 1

Boston Celtics: 2024